# Michel de Klerk
Pour les articles homonymes, voir de Klerk.
Michel de Klerk (né le 24 novembre 1884 à Amsterdam, mort le 24 novembre 1923 à Amsterdam) est un architecte néerlandais qui grandit et finit sa vie dans une famille nombreuse et modeste.

## Biographie
Il n'a pas suivi son cursus d'architecture normalement, il était employé chez Edouard Cuypers et suivait des cours du soir. Lors de ses travaux chez Mr. Cuypers, il eut l'occasion de travailler sur plusieurs concours et avait toutes les ressources du cabinet à sa disposition. Il investissait une partie de son temps dans la revue d'avant-garde Wendingen et développait une architecture socialiste et romantique, enclin au mode de vie de l'Amsterdam du début du XXe siècle. 

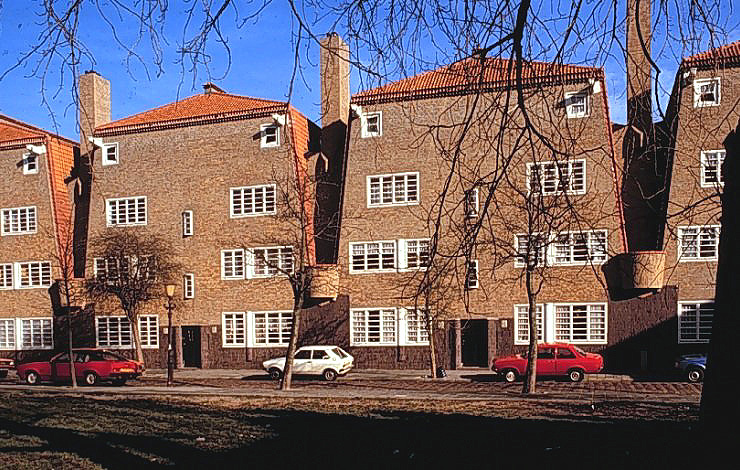
Blocs d'appartements par Michel de Klerk à Amsterdam.

En 1916, De Klerk écrit un article où il critique ouvertement le travail de Henrik Berlage, alors grand bâtisseur de la ville et un des fondateurs de la première école d'Amsterdam : « Il ne sent pas ou du moins ne nous a jamais montré qu'il sentait effectivement ce qui caractérise le moderne, la nouveauté pétillante, le sensationnel choquant et impressionnant. »
Cet article est l'occasion pour lui de donner son opinion sur l'architecture moderne. Cet article est devenu une référence en architecture expressionniste. Mouvement qui définit la seconde école d'Amsterdam, qu'il crée avec ses collaborateurs Kramer et Van der May.
Lorsqu'il critique Berlage, Michel de Klerk a déjà fait ses preuves : un quartier de logement pour l'entrepreneur Klaas Hille et une association de chemin de fer, la compagnie Eigen Haard.

## Concept et méthode de travail

### L'ornement

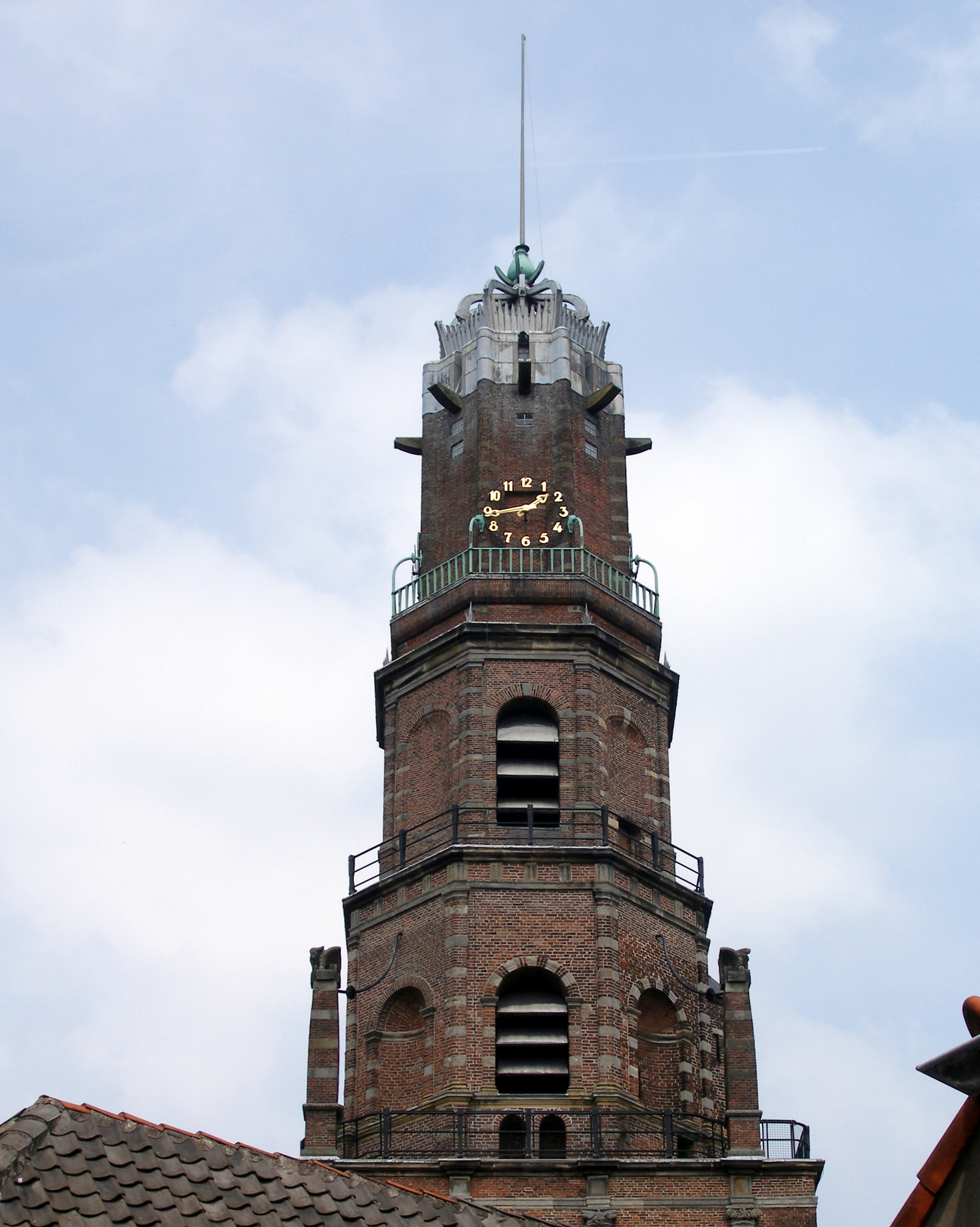
Sommet de l'église de IJsselstein.

Michel de Klerk est un des architectes fondateurs de l'école d'Amsterdam. C'est un mouvement architectural s'inspirant des grands courants de l'époque comme l'art nouveau, le Bauhaus et l'expressionnisme. Mais les architectes hollandais vont développer un style propre où les courbes épousent plus les lignes des bâtiments. L'utilisation de la brique, matériau de base dans la conception hollandaise, est une des caractéristiques principales de ce mouvement.
Son projet de 1913 sera son travail le plus important : le groupe d'habitations Eigen Haard, quartier  situé dans la banlieue proche de la ville. Il se caractérise par des formes immenses en briques, les angles sont arrondis, les façades sont ornées de grilles et de motifs abstraits, et percées de fenêtres et de portes ogivales.

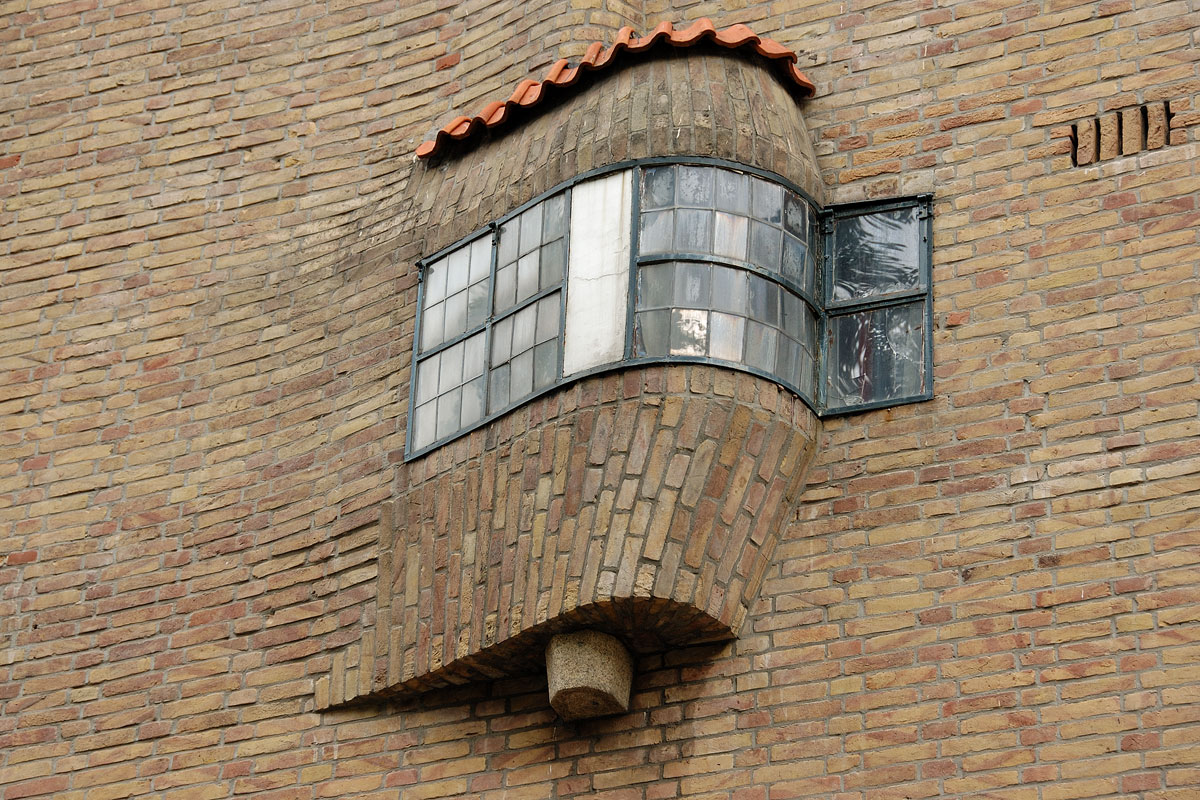
Détail d'une œuvre de De Klerk